# 李臺軍
李臺軍（1950年—）是台灣的氣象學家、攝影師，自1971年起至2010年止在台灣最高峰玉山的玉山氣象站服務，是最資深的玉山氣象觀測員，被尊稱為「玉山駱駝」，其事蹟被以「到玉山上班的叔叔」為題，編入《漢聲小百科》中。

## 經歷
李臺軍的父親在1949年隨中華民國政府遷到臺灣，1950年，李臺軍在花蓮出生，之後定居於嘉義。他在服完兵役後考取河海航行人員電信叁等、貳等報務員執業證書，在船上從事報務工作六年，在海上生活的期間培養出「看雲」這項興趣，促使他踏入氣象觀測工作。雖然跑船的薪資豐厚，但在他訂婚後，他的妻子與岳母不樂見他在海上漂泊，於是李臺軍考進中央氣象局，在1970年進入阿里山氣象站從事氣象觀測業務，隔年自願請調玉山氣象站工作，直到2010年退休。
玉山氣象站位於玉山北峰，海拔高3844.784公尺，李臺軍在公務期間攀登玉山超過600次，每天從早上五點開始工作到晚上九點。他表示在玉山上的生活十分簡樸，吃飯時的主要配菜是罐頭，偶爾也必須喝泡過動物屍體的水。因為用水來源只有雨水，因此五、六天洗一次澡是常態，還有因為乾旱而一個月無法洗澡的情況。為了節省電力而沒有使用冰箱，必須將肉品醃製、風乾後儲藏，即使長蛆也必須將蛆割除後食用。李臺軍在閒暇之餘會從事攝影，拍攝山巒、天空或動物，他除了夜觀星象，也會俯瞰嘉南平原夜景，他指出夜晚能見度好時，台中到高雄連綿的燈光如同萬里長城。此外，李臺軍在山上也遇過疑似魔神仔的離奇事件，儘管他表示自己習慣以科學角度看待事物，但仍相信有些事是科學無法解釋的。
漢聲雜誌社於1984年至1985年間推出的兒童百科《漢聲小百科》裡，收錄了李臺軍的故事，書中將他稱為「到玉山上班的叔叔」，並簡略地介紹了他的工作。在玉山氣象站就職期間，李臺軍透過在職進修，於1989年取得國立政治大學附設空中行專學位。1997年，李臺軍獲得高雄市攝影學會博學會士榮銜。

## 著作
李臺軍的著作多半與玉山或攝影有關，有《玉山點滴：29年守山人的北峰歲月》、《玉山氣象》、《雲遊玉山》、《雲，天空的魔法精靈》等書。